# Hubert Katzmarz
Hubert Katzmarz (* 3. November 1952 in Recklinghausen; † 23. Oktober 2003 in Bonn; Pseudonyme: Bertram Kuzzath, Zamburt Zarthek) war ein deutscher Schriftsteller und Verleger, der hauptsächlich Werke der phantastischen Literatur und Science-Fiction veröffentlichte.

## Leben
Hubert Katzmarz wurde 1952 in Recklinghausen geboren und wuchs in Castrop-Rauxel und Gelsenkirchen auf. Nach dem Abitur studierte er zunächst Germanistik und Anglistik in Essen, später Kommunikationswissenschaften, Informatik, Phonetik und Sprachwissenschaften in Bonn. Mit dem Bochumer Romanistik-Professor Alfons Knauth und dessen Studenten war er 1979 Wegbereiter für die literarische Gruppe und Zeitschrift Dichtungsring, der 1981 in Bonn und Bochum gegründet wurde.

Nach einer Studienunterbrechung durch den Zivildienst und dem überraschenden Tod seines Professors Gerold Ungeheuer 1982 beschloss er, sich ganz der literarischen Arbeit zuzuwenden. Er engagierte sich zunächst in der Gruppe 84. Bonner Literaturverein e.V. und gründete 1987 einen eigenen Kleinverlag (anfangs unter dem Namen Die Mücke), in dem beispielsweise die ersten vier Ausgaben von BLitZ – Bonner literarische Zeitung erschienen. Ein weiteres Zeitschriftenprojekt des Verlags war DON QUIXOTE. Bonner Kulturnotizen.
In Zusammenarbeit mit Andreas Fieberg verlegte Hubert Katzmarz Kriminalromane sowie Science-Fiction-Romane und Sammlungen und Anthologien aus dem phantastischen Bereich, wobei letzteres Genre zunehmend an Gewicht gewann. Im Verlagsprogramm vertreten waren unter anderem Udo Weinbörner, Michael Starcke, Karl-Heinz Berndt, Jörg Weigand, Christoph Güsken, Giorgos Krommidas, Manuel van Loggem, Monika Niehaus-Osterloh und Michael Siefener.
Mit dem Magazin Daedalos, herausgegeben mit Michael Siefener, bot er Autoren wie Lesern ein Forum für Phantastik.

Krankheitsbedingt musste er seinen Verlag (nunmehr vhk – Verlag Hubert Katzmarz) 1996 schließen. Er widmete sich wieder ganz der eigenen Literatur, veröffentlichte in Zeitschriften und Magazinen wie Fantasia und Fleurie sowie in Anthologien und übertrug außerdem Texte von Joseph Sheridan LeFanu, William Hope Hodgson, Isaac Crookenden und Rhoda Broughton ins Deutsche. Aus der Begegnung mit dem Bonner Schauspieler und Grafiker Thomas Franke ging 2002 das erste Hörbuch mit einer Auswahl seiner Geschichten hervor.

Hubert Katzmarz war verheiratet mit der Entomologin, Wissenschaftsjournalistin und Science-Slammerin Ellen Norten, die er bereits 1974 kennengelernt hatte.

## Werke (Auswahl)

### Anthologiebeiträge
- Die Konferenz der Idioten. In: Ernst Vlcek (Hrsg.): Die Einhörner von Soun Laroun. Pabel-Moewig, Rastatt 1986, ISBN 3-8118-5128-4.
- Der Aufenthalt. In: VPN 10, Erzählungen der phantastischen Literatur. M & W Verlag, Passau 1990, ISBN 3-9802076-1-7.
- Ein Meisterwerk der Weltliteratur. (Novellenfassung, als Zamburt Zarthek). In: Thomas Le Blanc (Hrsg.): Die ewige Bibliothek und andere phantastische Geschichten. (= Edition der Phantastischen Bibliothek. Band 1). Signet Verlag, Wetzlar 1990, ISBN 3-927595-60-8.
- Eine kleine menschliche Geste. In: Der süße Duft des Bösen. Phantastische Geschichten. (= Edition Fantasia. 32). edfc, Passau 1996, ISBN 3-924443-87-4.
- Der Anachronist seiner Zeiten. (als Bertram Kuzzath). In: Das pseudonyme Universum. Jörg Weigand zum 60. Geburtstag. edfc, Passau 2000, ISBN 3-932621-37-9.
- Pilz im Glück. In: Frank W. Haubold (Hrsg.): Die rote Kammer. edfc, Passau 2008, ISBN 978-3-939914-07-5.
- Ein Meisterwerk der Weltliteratur. (Auszug aus dem Romanfragment). In: Andreas Fieberg (Hrsg.): Abschied von Bleiwenheim. In memoriam Hubert Katzmarz. Verlag p.machinery, Murnau am Staffelsee 2013, ISBN 978-3-942533-73-7.
- Der Kreis. In: Dichtungsring Nr. 34, monolito mono gramático, Bonn 2006 (als Bertram Kuzzath).
- Der Physiker und die magischen Steine. In: GEGEN UNENDLICH. Phantastische Geschichten. (= AndroSF. 56). Verlag p.machinery, Murnau am Staffelsee 2017, ISBN 978-3-95765-079-5.
- Willkommen in Bleiwenheim. In: Andreas Fieberg und Ellen Norten (Hrsg.): Rückkehr nach Bleiwenheim. (= AndroSF. 182). Verlag p.machinery, Winnert 2023, ISBN 978-3-95765-348-2.

### Einzeltitel
- Nachtwanderung. Medusenblut, Berlin 2004, ISBN 3-935901-06-2.[7]
- Schattenspiel. Des Hubert Katzmarz’ gesammelter Werke erster Teil. (= AndroSF. 23). Verlag p.machinery, Murnau am Staffelsee 2013, ISBN 978-3-942533-42-3.
- Alptraumhaft. Des Hubert Katzmarz’ gesammelter Werke zweiter Teil. (= AndroSF. 24). Verlag p.machinery, Murnau am Staffelsee 2013, ISBN 978-3-942533-43-0.
- Im Garten der Ewigkeit. Das Werk des Hubert Katzmarz: Texte und Fragmente. (= Außer der Reihe 75). Verlag p.machinery, Winnert 2022, ISBN 978-3-95765-308-6.
- Ein Meisterwerk der Weltliteratur. Roman und Novelle. (= AndroSF. 92). Verlag p.machinery, Winnert 2023, ISBN 978-3-95765-353-6.

### Hörbuch
- Nachtwanderung. Geschichten von Hubert Katzmarz. Hörbuch, zwei CDs (120 Minuten), gelesen von Thomas Franke. Edition Medusenblut, Berlin 2004, ISBN 3-935901-93-3.

## Auszeichnungen
- Perry-Rhodan-Preisträgerstory 1986 für Die Konferenz der Idioten[8]
- Nominierung des Fragments Thuban für den Kurd-Laßwitz-Preis 2017[9]

## Über den Autor
- Poesie einer Geschäftsbilanz, Gesetze des Literaturbetriebes stellen Kleinstverlagen hohe Hürden in den Weg. Interview. In: Rhein-Sieg Anzeiger. 9. April 1994.
- Situation der kleinen Verlage in Deutschland. Interview. In: Jugend Medien Schutz-Report. Nr. 5/1995 Nomos-Verlag, Baden-Baden.
- Vorwort von Andreas Fieberg zu Abschied von Bleiwenheim. In memoriam Hubert Katzmarz. (= AndroSF. 36). Verlag p.machinery, Murnau am Staffelsee 2013, ISBN 978-3-942533-73-7.
- Jörg Weigand: Abenteuer Unterhaltung. Erinnerungen an 60 Jahre als Leser, Autor und Kritiker. Verlag DvR Dieter van Reeken, Lüneburg 2018, ISBN 978-3-945807-28-6, S. 112–114.
- Über Katzmarz. Ady Henry Kiss, 16. September 1997, S2 Kultur, 14.30 Uhr, Buchzeit, Redakteur Gunter Schäble
- Kiss über Bertram Kuzzath. 6. Oktober 1997, S2 Kultur, 14.30 Uhr, Buchzeit, Redakteur Gunter Schäble
- Vorwort von Michael Siefener zu: Hubert Katzmarz: Nachtwanderung. Edition Medusenblut, Berlin 2004.
- Anmerkungen in: Peter Kaiser: Träumen Androiden von elektrischen Schafen? Die Parallelwelten des Philip K. Dick und seiner Schüler. Deutschlandradio Kultur, 10. Januar 2006.